# 자바서버 페이지 표준 태그 라이브러리
자바서버 페이지 표준 태그 라이브러리(JavaServer Pages Standard Tag Library, 약칭 JSTL)은 Java EE 기반의 웹 애플리케이션 개발 플랫폼을 위한 컴포넌트 모음이다. JSTL은 XML 데이터 처리와 조건문, 반복문, 국제화와 지역화와 같은 일을 처리하기 위한 JSP 태그 라이브러리를 추가하여 JSP 사양을 확장했다. JSTL은 JSR 52로서 JCP 하에서 개발되었으며, 2006년 5월 8일에 JSTL 1.2가 출시되었다.
JSTL은 JSP 페이지 내에서 자바 코드를 바로 사용하지 않고 로직을 내장하는 효율적인 방법을 제공한다. 표준화된 태그 셋을 사용하여 자바 코드의 유지보수, 응용 소프트웨어 코드와 사용자 인터페이스 간의 관심사의 분리로 이어지게 한다.

## 버전의 역사
| JSTL version | 발표           | 자바 플랫폼 | 중요한 변화 |
| ------------ | -------------- | ----------- | ----------- |
| JSTL 1.2     | 2006년 5월 8일 | Java EE 5   |             |
| JSTL 1.0     |                |             | JSR 52      |